# Hymenochaete borbonica
Hymenochaete borbonica är en svampart som beskrevs av J.C. Léger & Lanq. 1987. Hymenochaete borbonica ingår i släktet Hymenochaete och familjen Hymenochaetaceae.   Inga underarter finns listade i Catalogue of Life.